# Johann Reinhold Forster
Johann Reinhold Forster (22 d'octubre de 1729 – 9 de desembre de 1798) va ser un clergue, pastor, calvinista i naturalista que va contribuir al coneixement de l'ornitologia a Europa i Amèrica del Nord. Acompanyat pel seu fill Georg Forster va actuar com naturalista en la segona expedició de James Cook. A les publicacions utilitza el seu nom llatinitzat Forsterus.

## Biografia

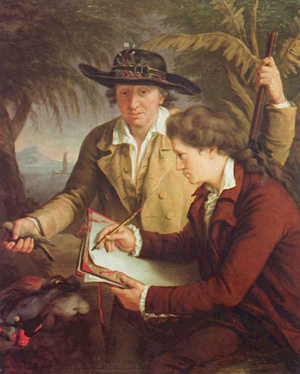
Johann Reinhold Forster i Georg Forster a Tahití (1780)

La família Forrester era originària d'Escòcia d'on el seu avi emigrà durant el govern del dictador Oliver Cromwell. Forster mateix va néixer a la ciutat de Dirschau a Prússia, avui Tczew a Polònia. Estudià llengües i història natural al Joachimsthal Gymnasium de Berlín, teologia a la Universitat de Halle. Es va casar amb la seva cosina Elisabeth Nikolai.
L'any 1765 acceptà l'oferta del govern rus per inspeccionar les noves colònies de les ribes del Volga, a l'óblast de Saràtov. Pel seu temperament irritable aviat va tenir problemes amb el govern rus i es traslladà a Anglaterra on va ser professor d'història natural a Warrington al comtat de Lancashire. Va ser el successor de Joseph Priestley. El 1771, publicà A Catalogue of the Animals of North America, on llistava mamífers, ocells, rèptils, peixos, insectes, aràcnids i crustacis.
Quan Joseph Banks en l'últim moment va rebutjar participar com naturalista en la segona expedició de James Cook, Forster i el seu fill van ser designats per omplir aquesta vacança. Van partir d'Anglaterra el 1772 en el vaixell Resolution, i van tornar-hi el juliol de 1775. En tornar Forster publicà Observations Made during a Voyage round the World (1778). Tanmateix les vendes d'aquest llibre no van cobrir les despeses.
El novembre de 1779 Forster va ser nomenat professor d'Història natural i mineralogia a la Universitat de Halle i director del Jardí Botànic, on va romandre fins a la seva mort. La seva obra Descriptiones animalium, va ser publicada pòstumament per l'editorial de Hinrich Lichtenstein el 1844.
Les Philosophical Transactions de Forster a la Royal Society (1772–73) sobre zoologia, ornitologia i ictiologia fan que se'l considera una de les primeres autoritats en la zoologia d'Amèrica del Nord.